# Filadelfijski poskus
Filadelfijski poskus (angleško Philadelphia Experiment) je bil domnevni skrivni vojaški poskus Vojne mornarice ZDA v Mornariški ladjedelnici Filadelfije (Philadelphia Naval Shipyard) 28. oktobra 1943, ki se je izjalovil. Imenovali so ga tudi Projekt Mavrica (Project Rainbow). Enako kodno ime ima tudi potrjen poskus radarske nevidne tehnologije na izvidniškem letalu Lockheed U-2 (Sweetman 2001). Med tema dvema projektoma drugače ni nobene povezave.
Vsi člani ladijske posadke zanikajo, da se je ta dogodek kdajkoli zgodil. Edina izjema je Al Bustick, ki trdi, da je bil priča poskusu, čeprav na ta dan ni bil blizu ladje.
Veliko ljudi oporeka, da je bil Filadelfijski poskus resničen. Filadelfijski poskus je vplival na teorije zarote. Mnogo elementov Filadelfijskega poskusa se kaže tudi v drugih zgodbah teorij zarote.
Čeprav trenutno v vidnem ali radijskem spektru ladje ni mogoče narediti nevidne, so fiziki z Univerze Duke oktobra 2006 naznanili, da jim je uspelo odkloniti mikrovalove okoli majhnega telesa, in jih ponovno 'oživiti' na drugi strani - kakor da bi potovali skozi prazen prostor.

## Projekt Filadelfija
Domnevni poskus je vodil Franklin Reno (ali Rinehart) kot vojaško uporabo teorije poenotenega polja. Teorija predvideva povezujočo naravo sil, ki vključujejo elektromagnetno valovanje in gravitacijo. Verjeli so, da bi bilo moč s posebno opremo in z dovolj energije ukriviti svetlobo okoli telesa, ki bi bilo zaradi tega očem nevidno. Vojna mornarica je menila, da bi to lahko s pridom uporabili v vojnih razmerah. ZDA so tedaj sodelovale v 2. svetovni vojni, zato je Mornarica odobrila in denarno podprla poskus. V pomorski ladjedelnici v Filadelfiji so z zahtevano generatorsko opremo opremili mornariški eskortni rušilec USS Eldridge. Po nekaterih podatkih naj bi električno opremo, potrebno za ta poskus, zasnoval Nikola Tesla, sodelovala pa naj bi tudi Albert Einstein in John von Neumann.
Preskušanje se je začelo poleti leta 1943 in je bilo do neke mere uspešno. 22. julija je bil Eldridge v poskusu skoraj v celoti neviden. Neketere priče so navajale »zelenkasto meglo«, člani posadke pa so se kasneje pritoževali zaradi velike slabosti in dezorientacije. V tem trenutku so na pobudo Mornarice spremenili cilj poskusa, da bi dosegli nevidnost le za radar. Po nekaterih trditvah naj bi Tesla zaradi negativnih posledic, ki jih je zaradi poskusa utrpela posadka, zahteval nadaljevanje brez človeške posadke na ladji, kar pa je mornarica zavrnila, zato naj bi se Tesla umaknil in vodenje projekta prepustil von Neumannu.
Opremo so na novo preverili in poskus še enkrat izvedli 28. oktobra. Sedaj Eldridge ni bil le v celoti neviden, ampak je izginil s kraja v blisku modre svetlobe. Sodelujoče mornariško oporišče v Norfolku, Virginija, oddaljeno dobrih 600 km, je poročalo o pojavitvi ladje Eldridge ob obali za nekaj minut. Nato je Eldridge spet izginil in se ponovno pojavil v Filadelfiji na istem mestu, zaradi naključne teleportacije.
Fiziološki učinki na posadko so bili nedoumljivi. Skoraj vsi člani posadke so močno zboleli. Nekateri so zaradi izkustva utrpeli duševne bolezni, pri nekaterih pa so zaznali tudi znake shizofrenije. Nekateri člani so bili pogrešani in so verjetno »izginili«. Pet članov posadke naj bi bilo ob ponovnem pojavu ladje zlitih s kovinsko pregrado ali ladijskim krovom, nekateri pa so za krajši čas ali za vedno postali nevidni. Mornariški častniki so preplašeni takoj prekinili poskus. Vse preživele člane posadke so odpustili, na nekatere člane pa so vršili pritisk, da bi pozabili kar so videli.

## Objava zgodbe
Podrobnosti poskusa so prišle v javnost po ovinkih. Edini vir te zgodbe izhaja od Carla Miguela Allena (Carlos Allende), ki naj bi dogajanje videl s krova trgovske ladje S.S. Andrew Faruseth. Prve podrobnosti Filadelfijskega poskusa je omenil v treh pismih ljubiteljskemu astronomu in ufologu Morrisu K. Jessupu.
Zgodba, ki je znana, izhaja iz namišljenega filma Filadelfijski poskus iz leta 1984, ki ga je režiral Stewart Rafill. Leta 1990 je Alfred Bielek, domnevna priča dogodka, podprl vsebino, prikazano v filmu, in k zgodbi dodal druge podrobnosti, ki so se z zgodbo razširile po internetu in se pojavile v več knjigah, napisanih od tedaj. V letu 2003 se je izkazalo da je Bielek slepar.
Jessup je leta 1955 objavil delo Primer za NLP (The Case for the UFO), pregled pojavov NLP, ki je vseboval nekaj teoretičnih razglabljanj o pogonih, ki bi jih lahko uporabljali NLP. Jessup je razmišljal, da bi lahko opisali obnašanje NLP tudi s pomočjo antigravitacije in elektromagnetnega polja. V delu kot tudi v javnem tolmačenju je razlagal, da je bilo raziskovanje raketnega pogona osredotočeno na področju raketne tehnike in da so posvečali le malo pozornosti drugim teoretičnim možnostim gibanja v vesoljskem prostoru, ki bi po njegovem mnenju, lahko bile plodonosne.

### Morris Jessup in Carlos Miguel Allende
13. januarja 1955 je Jessup prejel pismo od moža z imenom Carlos Miguel Allende. V pismu je Allende obvestil Jessupa o Filadelfijskem poskusu, in kot dokaz namigoval na časopisni članek s slabimi viri, ki je tedaj izšel. Allende je povedal tudi, da je bil priča izginotju in ponovni pojavitvi Eldridgea, med službovanjem na trgovski ladji v njegovi bližini, SS Andrew Furuseth. Nadalje je imenoval tudi druge člane posadke z ladje Andrew Furuseth in trdil, da je vedel za usodo članov posadke Eldridgea po poskusu, vključno s tem, da je bil priča izginotju nekoga v kaotičnem pretepu v točilnici. Jessup je odgovoril Allendeju z razglednico in ga zaprosil za nove dokaze in potrdilo za zgodbo, kot so datumi in izrecne podrobnosti njegove neverjetne zgodbe.
Odgovor je prišel nekaj mesecev kasneje. Sedaj se je dopisovalec predstavil kot Carl M. Allen. Allen je dejal, da ne more posredovati dokazov, za katere je Jessup zaprosil, vendar je namignil, da bi se lahko več spomnil pod hipnozo. Jessup se je odločil, da se ne bo več dopisoval.

### Ministrstvo za pomorske raziskave in izdaja z opombami
Spomladi leta 1957 je prišlo v stik z Jessupom Ministrstvo za pomorske raziskave (Office of Naval Research, ONR) iz Washingtona in ga poprosilo naj prouči vsebino paketa, ki so ga prejeli. Jessup je s presenečenjem ugotovil, da so poslali Ministrstvu kopijo njegove knjige v manilski ovojnici z oznako »Srečni velikonočni prazniki«. V knjigi je bilo več opomb, napisanih z roko, tako da je uslužbenec Ministrstva Jessupa vprašal, če morda ve kdo bi to lahko bil.
Daljše opombe so bile napisane s tremi različnimi barvami črnila. Kazala so na dopisovanje treh oseb, od katerih je bila le ena imenovana, »Jemi«. Ministrstvo je označilo drugi osebi kot »Gospod A« in »Gospod B«. Razlagalci so se klicali med seboj kot  cigani in se pogovarjali o dveh vrstah »ljudi«, ki živi v Vesolju. V besedilu so se neobičajno rabile velike in male črke ter ločila. Velikokrat je v pogovoru omenjen tudi Filadelfijski poskus.
Na podlagi prejšnjega sloga in obravnavane snovi v pismih, ki jih je prejel, je Jessup poistovetil »Gospoda A« za Carlosa Allendeja/Carla Allena. Drugi so predlagali, da so tri osebe dejansko ena, ki je uporabljala tri barve.
Kasneje je Ministrstvo Jessupu zagotovilo, da je pošiljateljev naslov Allendejevega pisma opuščena hiša na farmi. Obvestili so ga tudi, da je raziskovalno podjetje Varo Corporation pripravljalo različico njegovega dela Primer za NLP z vsemi opombami, ki jih je prejel. Izgleda da je izšlo okoli 100 kopij v mornariških krogih. Tudi Jessupu so poslali tri kopije.
Jessup je hotel napisati knjigo o tej temi, vendar je založnik zavrnil več rokopisov. Leta 1958 ga je zapustila žena, prijatelji pa so govorili, da je bil na potovanju v New York neodločen. Po vrnitvi na Florido je doživel več resnih avtomobilskih nesreč in je počasi okreval. Njegov obup je še naraščal. V letu 1959 je storil samomor.

### Kasnejše objave zgodbe
Vincent Gaddis je leta 1965 objavil knjigo Nevidna obzorja: Resnične skrivnosti morja (Invisible Horizons: True Mysteries of the Sea), v kateri je na novo povedal zgodbo iz izdaj podjetja Varo.
Kasneje leta 1977 je Charles Berlitz, avtor več knjig o paranormalnih pojavih, vključil poglavje o poskusu v svoji knjigi Brez sledu: Nove informacije iz Trikotnika (Without a Trace: New Information from the Triangle). Filadelfijski poskus se sicer ni zgodil znotraj Bermudskega trikotnika.
Leta 1978 je izšel roman Redek zrak (Thin Air) Georgea E. Simpsona in Neala R. Burgerja. To je bilo dramatično izmišljeno poročilo, očitno navdahnjeno s predhodnimi deli, o zaroti in prikritju strahotnega neuspešnega poskusa na krovu ladje Eldridge leta 1943. Leto kasneje sta Berlitz in William L. Moore objavila knjigo Filadelfijski poskus: Projekt nevidnosti (The Philadelphia Experiment: Project Invisibility), ki je do sedaj najbolj znan in največkrat navajan vir informacij o zgodbi. Večkrat so Berlitza in Moorea obsodili, da sta ukradla zgodbo Redkega zraka. Redek zrak je bila izmišljena zgodba, Filadelfijski poskus: Projekt nevidnost pa je vsebovala dejstva, kot tudi Mooreov pogovor z enim od znanstvenikov, ki so pripravljali poskus.
O tej temi so posneli dva znanstvenofanstastična filma: Filadelfijski poskus (1984) in Filadelfijski poskus II. (1993).
Poskus je bil tema več televizijskih oddaj, ki so se ukvarjale s paranormalnimi pojavi in teorijami zarote. 

## Pretresanje in razpravljanje o zgodbi
Obrekovalci, dvomljivci in drugi raziskovalci so pokazali na več spornih vprašanj in resnih problemov zgodbe Filadelfijskega poskusa.
Kot izgleda je zgodbo težko podpreti. Celo zgodbo je povedala ena oseba in nikoli niso bili podani kakšni dodatni dokazi. Celotno »raziskovanje« o zgodbi od Allendejeve različice naprej se je sestojilo v glavnem v tem, da je več različnih piscev zgodbo povedalo na novo z večjo mero prosto dodanih dramatičnih okraskov.
Berlitzova zgodba, kot najboljša pripoved, vsebuje snov, povzeto iz znanstvenofanstastične knjige.
Robert Goerman je leta 1980 napisal članek za revijo Fate Magazine, kjer je trdil, da je bil »Carlos Allende«/»Carl Allen« Carl Meredith Allen iz New Kensingtona, Pensilvanija. Allen je bil zelo inteligenten, vendar duševno bolan potnik, ki je zaradi svoje bolezni rad ponarejal zgodbo o Filadelfijskem poskusu. Težko je upoštevati njegove izjave kot resnične ali zanesljive.
Znanstvena dejstva so še bolj vprašljiva. Einstein in Tesla nista nikoli popolnoma izdelala svoje teorije poenotenega polja, čeprav sta raziskovala več različnih možnosti. Temeljitejše razumevanje osnovnih fizikalnih načel v tem času in kasneje je pokazalo, da je bila pot, kateri je sledil Einstein, majava. Poleg tega je ime »teorija poenotenega polja« namenjeno opisu teorijam, ki se po naravi razlikujejo od Einsteinovega dela, kar včasih še otežuje problem. Zadovoljive skladne teorije poenotenega polja ali povezave gravitacije z elektromagnetnim poljem še ni. Ni znan noben mehanizem, po katerem bi električno ali magnetno polje lahko »ukrivilo« ali »odbilo« svetlobo, sestavljeno s fotoni, ki so brez naboja. Zamisel, da bi bila ameriška mornarica sposobna izvesti poskus na podlagi neobstoječe teoretične osnove, je verjetno zelo vprašljiva.
Tesla je trdil, da je dovršil teorijo poenotenega polja malo pred svojo smrtjo leta 1943. Umrl je še preden je teorijo predstavil svetu. Vse njegove stvari in znanstvene zapiske je zasegel FBI. Tesla je razpravljal tudi o moči električnega in magnetnega polja, ki bi ukrivljala, oziroma spreminjala prostor in čas. Njegova smrt in domnevni datum Filadelfijskega poskusa nekaj mesecev kasneje skoraj sovpadata. Čeprav je bil Tesla za časa življenja ugleden znanstvenik, je po smrti ostal razmeroma neznan v javnosti.
Današnji znanstveniki menijo, da generatorje, s katerimi so opremili ladjo, niso izdelali za ukrivljanje v času ali za kakšno naravi podobno zasnovo. Namesto tega so izdelali visokofrekvenčne generatorje za izdelavo podobe, ki bi naredila ladjo »nevidno« za človeško oko. Takšen visokofrekvenčni generator bi segrel zrak in vodo okoli ladje, kar bi povzročilo nastanek podobe. Ta podoba bi skrila ladjo pred pogledom in edina fizikalno oprijemljiva nadrobnost bi bila vodna brazda za podobo in zelenkasto obarvana megla, ki naj bi jo videli. 
Možno je tudi, da pisci preprosto niso razumeli znanstvenega ozadja in so poročali napačno. Za to je več razlogov. Opis sistema, ki s pomočjo gravitacije ukrivlja svetlobo okrog ladje, je teoretično mogoč, vendar zahteva telo z maso, večjo od Sončeve. Sončeva masa res ukrivlja svetlobo, prostor-čas pa manj.
Tudi časovni potek zgodbe je enako vprašljiv. USS Eldridge ni imel nalog vse do 27. avgusta 1943 in je ostal v pristanišču v New Yorku do septembra. Oktobra, v času poskusa, je bila ladja na svoji prvi poskusni vožnji v bližini Bahamov. Na srečanju aprila 1991 so veterani, ki so službovali na Eldridgeu, za časopis The Philadelphia Inquirer povedali da ladja ni nikoli pristala v Filadelfiji. Celotno poročilo o delovanju ladje USS Eldridge med 2. svetovno vojno, vključno z ladijskim dnevnikom iz leta 1943, je razpoložljivo na mikrofilmu, ki ga hrani Zgodovinsko središče Vojne mornarice ZDA v Washingtonu. V začetku petdesetih let 20. stoletja je ameriška mornarica ladjo podarila grški mornarici.
Mornarica je zanikala celotno zgodbo, kar je le še dodatno prepričalo privržence teorije zarote, da mora biti resnična. Podali so več razlogov za prikritje, od tehnologije, ki so jo na široko uporabljali in je bila še vedno strogo varovana skrivnost, do skrbi, da bi družine žrtev tožile zaradi odškodnin.

### Druge razlage in zgodbe
Ufolog, računalnikar in astronom Jacques Vallée je opisal postopek na krovu ladje USS Engstrom, ki je bila privezana ob Eldridgeu leta 1943. V njem so na ladji proizvedli močno elektromagnetno polje, da bi ga razmagnetili, in tako ladje ne bi bilo moč odkriti, oziroma bi bila »nevidna« za torpeda in magnetne mine. Sistem je izumila britanska mornarica, ki ga je veliko uporabljala med 2. svetovno vojno. Britanske ladje so imele velikokrat vgrejene te sisteme na zgornjih delih palub. Vodi so na primer še danes vidni na ladji HMS Belfast v Londonu. Razmagnetenje je znana vojaška tehnologija, ki jo še vedno uporabljajo za zaščito pred torpedi, vendar nima nobenega vpliva na vidno svetlobo ali radar. Vallée razmišlja, da so v kasnejše pripovedi prenesli poročila o razmagnetenju na Engstromu, ki so tudi vplivala na zgodbo o Filadelfijskem poskusu.
Veteran, ki je služboval na Engstromu je zapisal, da je Eldridge res lahko plul iz Filadelfije v Norfolk in nazaj v enem dnevu, v času, ko tega trgovske ladje niso bile zmožne, prek Prekopa Chesapeake in Delaware, ki je bil tedaj odprt le za vojaška plovila. Uporabo prekopa so prekrivali, ker so tedaj med Operacijo Udarec bobna nemške podmornice prežale vzdolž Vzhodne obale, in so se morale nezaščitene vojaške ladje prikrito premikati po prekopih. Velja zapisati tudi da je ta veteran tisti mož, ki je »izginil« iz točilnice, kjer je bil priča Allende. Trdi, da so mu na začetku pretepa prijazne točajke pokazale pot skozi zadnja vrata še preden je prišla policija, saj je bil še mladoleten. Nato so trdile, da je izginil.
Po nekaterih podatkih naj bi von Neumann po vojni začel raziskovati, kaj je botrovalo neuspehu poskusa, pri katerem je posadka ladje Eldridge utrpela tako strašne posledice. Do leta 1953 naj bi na neki drugi ladji z uporabo novega elektronskega računalnika problem rešil do te mere, da se je po vrnitvi ladje tudi posadka vrnila brez neželnjenih stranskih učinkov. Rezultati teh raziskav so bili označeni kot Projekt Phoenix.
V bolj špekulativnem in močno paranormalnem smislu Al Bielek in Duncan Cameron trdita, da sta skočila z Eldridgea medtem ko je bil v »hiperprostoru« med Filadelfijo in Norfolkom, in se po času močne zmedenosti na koncu znašla leta 1983 na postaji Vojnega letalstva ZDA Montauk Point, na Long Islandu, New York. Nista doživela le teleportacije temveč tudi časovno potovanje. Trdita, da ju je tam srečal John von Neumann, ki je uradno umrl leta 1957. Ta zgodba je osnova za drug domnevni in strašni poskus vlade ZDA na področju paranormalnega, Projekt Montauk.
Leta 2003 je skupina raziskovalcev razkrinkala Bielekovo vlogo pri njegovem sodelovanju v Filadelfijskem poskusu.